# 博叙埃博物馆
博叙埃博物馆（Musée Bossuet）是法国法兰西岛大区莫城的艺术和历史博物馆，坐落在旧主教宫，得名于著名的演说家、神学家、莫城主教（1681年至1704年）雅克-贝尼涅·博须埃。

## 建筑

### 主教宫
主教宫建于12世纪，约1160年，17世纪重建，在建筑上是中世纪和文艺复兴风格的混合。十八世纪作品最有趣的例子是宫殿的南立面，由砖和石头建造，有大型的十字窗。宫殿的下层房间是最古老的，可追溯到十二世纪下半叶。 

### 花园
博须埃花园在主教宫旁边。这是一个正式的法式园林。

## 藏品

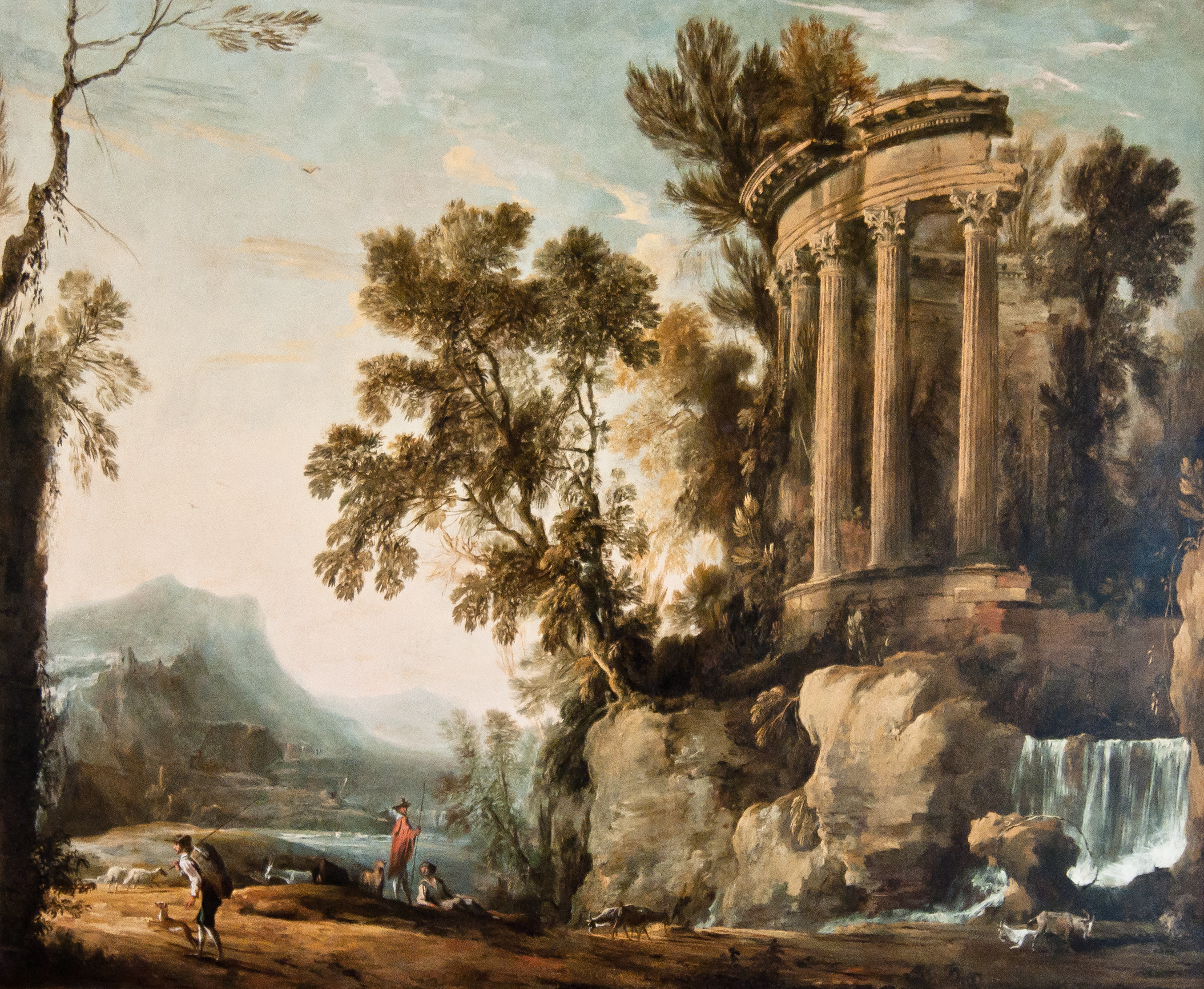
Henri Mauperché: Landscape with the temple of the Sybil

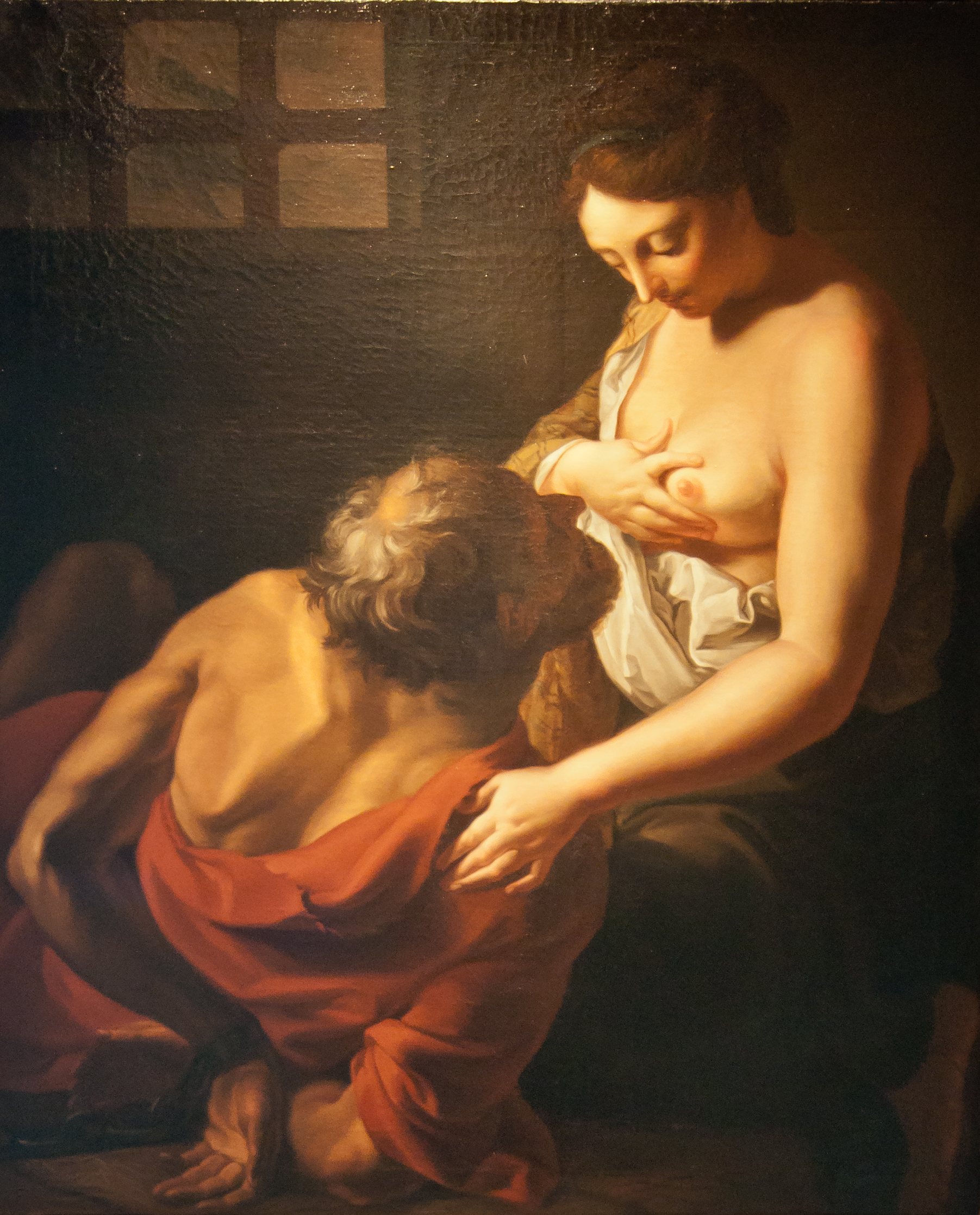
Antoine Rivalz: Charity

## 房间

### 房间 3 和 4： 古典时期
- 前古典主义

### 房间 5 和 6：18世纪
- 神话
- 新古典主义

### 房间 8 和 9 ：19世纪
- 东方主义与现实主义
- 浪漫主义

### 房间 10：

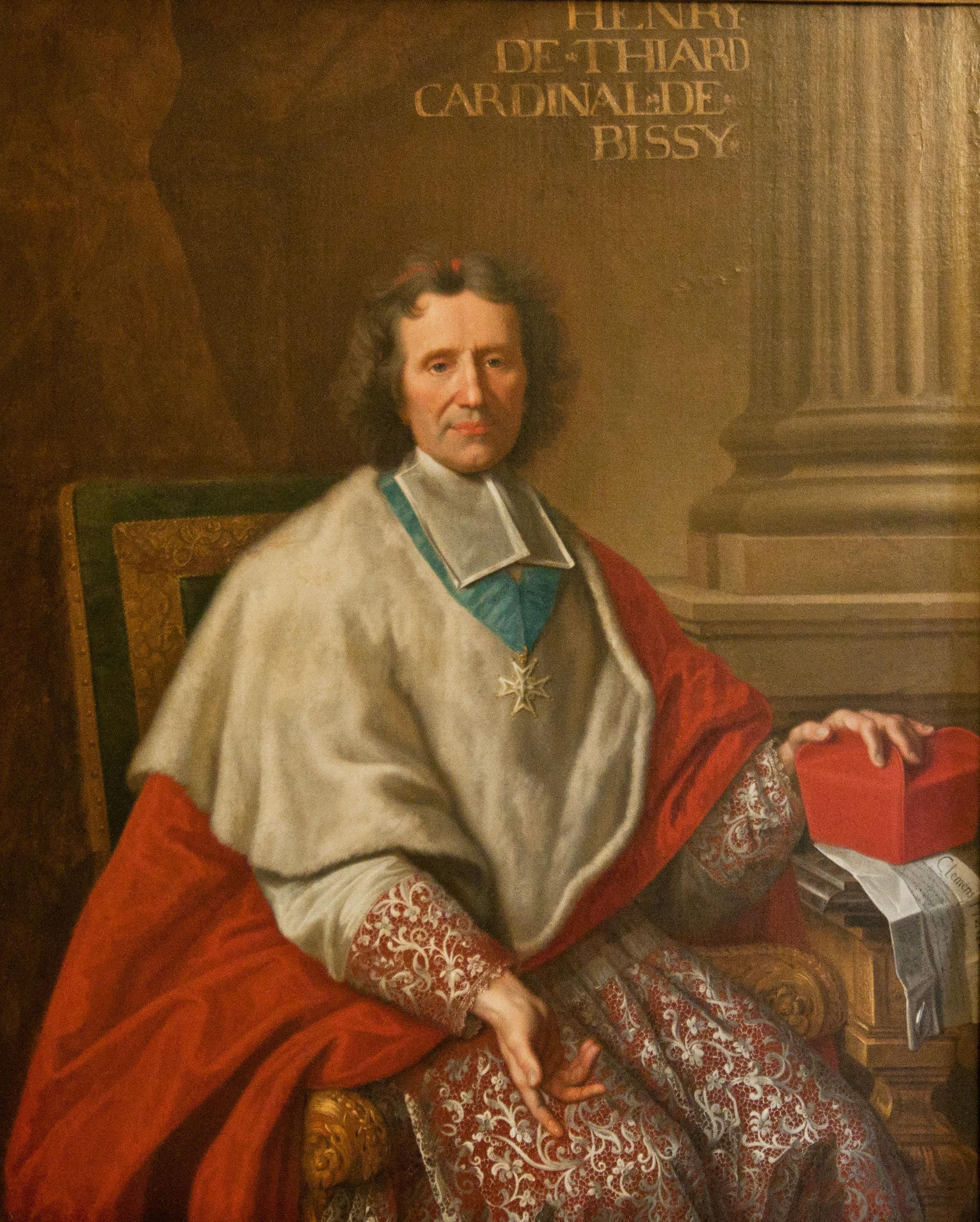
Portrait of Cardinal Henri-Pons de Thiard de Bissy (1657-1737). Anonymous
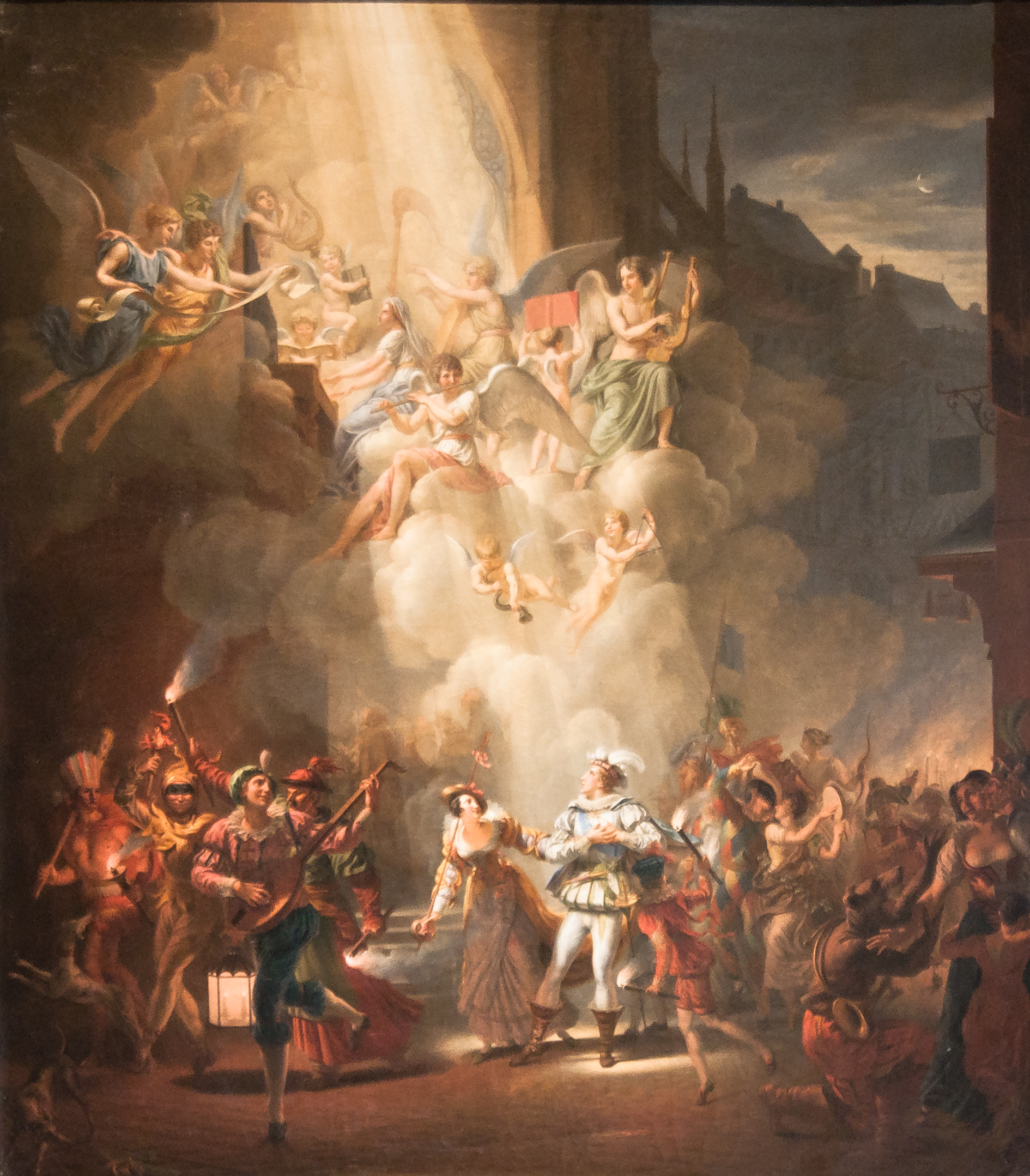
The Conversion of Henri, Duke of Joyeuse. Jean Tardieu, around 1819
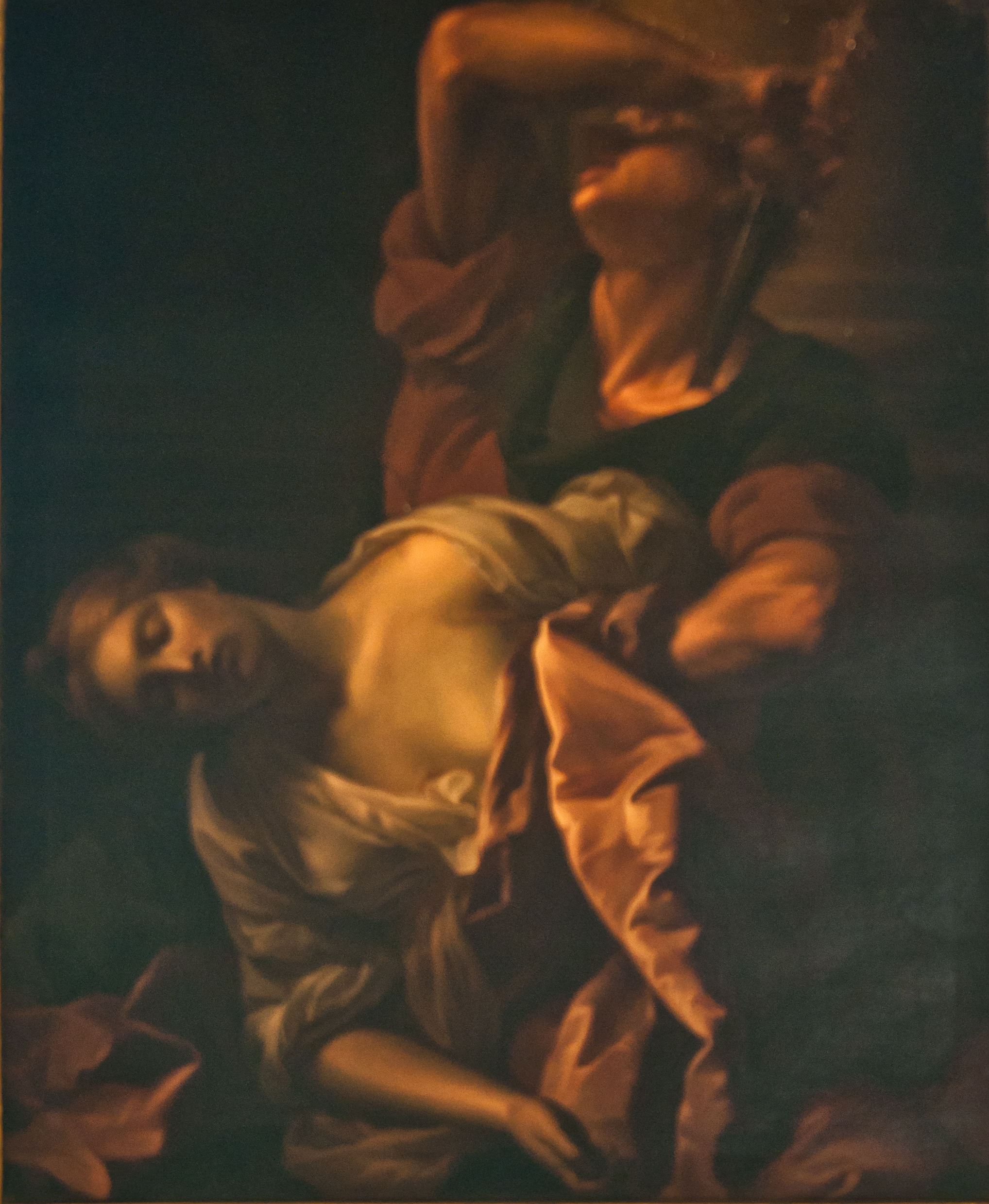
"La mort de Paetus", oil on canvas, by Antoine Rivalz